# Olympiacos FC
O Olympiacos FC (em grego: ΠΑΕ Ολυμπιακός Σ.Φ.Π.) é um clube grego de futebol sediado em Pireu. Parte do clube multi-desportivo Olympiakós Sýndesmos Filáthlon Peiraiós (lit.  "Associação Olímpica de Esportistas de Pireu"), seu nome foi inspirado nos antigos Jogos Olímpicos e, junto com o emblema do clube, o atleta olímpico coroado de louro, simboliza os ideais olímpicos da Grécia Antiga. Manda seus jogos no Estádio Karaiskakis, com capacidade para 33.334 pessoas. 
Fundado em 10 de março de 1925, o Olympiacos é o clube de maior sucesso da história do futebol grego, tendo vencido 48 títulos da liga, 29 Copas e 4 Supercopas, sendo recordista em todos. A nível internacional, é o único clube grego a vencer uma importante competição europeia, a Liga Conferência da UEFA em 2023–24. O Olympiacos compartilham uma rivalidade de longa data com o Panathinaikos, com quem competem no "Dérbi dos Eternos Inimigos", o dérbi de futebol mais clássico da Grécia e um dos mais conhecidos em todo o mundo.  

## História

### Anos iniciais (1925–1931)

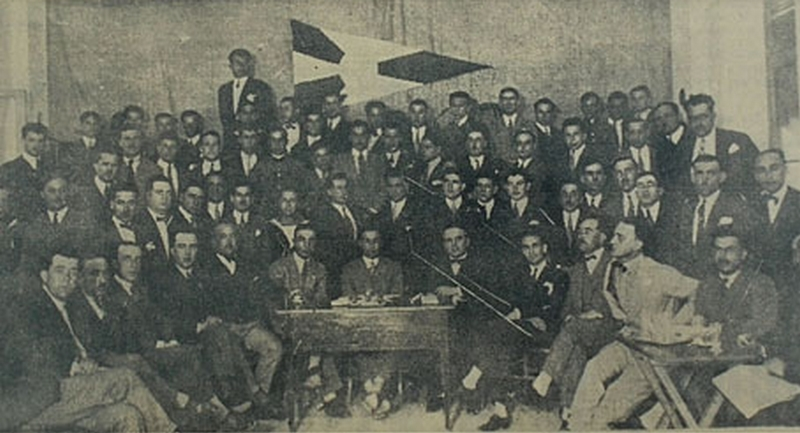
Os fundadores Olympiacos (1925)

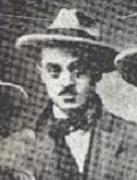
Notis Kamperos inspirou o emblema e o nome

O Olympiacos foi fundado em 10 de março de 1925, na cidade de Pireu. O objetivo inicial do clube, como afirmado nos estatutos, foi o cultivo sistemático e o desenvolvimento das possibilidades de participação de seus atletas em competições atléticas, a disseminação do ideal atlético olímpico e a promoção do espírito esportivo e do fanatismo entre os jovens de acordo com os princípios igualitários, enfatizando como sua fundação uma base saudável, ética e social. Os membros do "Piraikos Podosfairikos Omilos FC" (Sport and Football Club of Piraeus) e "Piraeus Club FC" decidiram, durante uma assembléia histórica, dissolva os dois clubes para estabelecer um novo unificado, o que traria essa nova visão e dinâmica para a comunidade. Notis Kamperos, um oficial sênior da Marinha Helênica, propôs o nome Olympiacos e o perfil de um vencedor olímpico coroado de louros como o emblema do novo clube. Michalis Manouskos, um proeminente industrial do Pireu, expandiu o nome para seu status completo e atual, Olympiacos Syndesmos Filathlon Pireos. Além de Kamperos e Manouskos, entre os membros fundadores mais notáveis estavam Stavros Maragoudakis, o diretor dos correios; Nikos Andronikos, um comerciante; Dimitrios Sklias, um oficial do Exército Helênico; Nikolaos Zacharias, um advogado; Athanasasios Mermigas, um notário público; Kostas Klidouchakis, que se tornou o primeiro goleiro da família do clube. Andrianopoulos, uma família de comerciantes bem estabelecidos de Pireu, desempenhou um papel fundamental na fundação do Olympiacos. Os cinco irmãos, Yiannis, Dinos, Giorgos, Vassilis e Leonidas Andrianopoulos elevaram a reputação do clube e o trouxeram para sua glória atual Yiannis, Dinos, Giorgos e Vassilis foram os primeiros a jogar, enquanto Leonidas, o mais novo dos cinco, fez sua estréia mais tarde e jogou pelo clube por oito anos (1927-1935). A linha ofensiva do clube, composta pelos cinco irmãos, tornou-se lendária, subindo para um status mítico e logo o Olympiacos ganhou enorme popularidade e se tornou o clube mais bem sucedido e bem apoiado na Grécia. Naquela época, sua base de fãs consistia principalmente na classe trabalhadora, com a casa da equipe no Neo Phaliron Velodrome, antes de se mudar para o atual Estádio Karaiskakis. Eles se tornaram Piraeus Champions em 1925 e 1926.

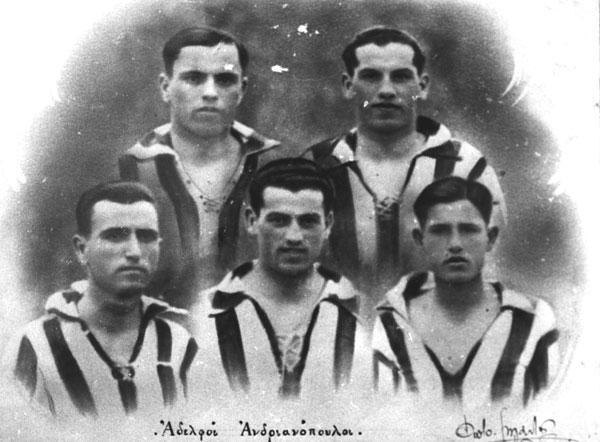
Os lendários irmãos Andrianopoulos: (da esquerda) Yiannis, Dinos, Giorgos, Vassilis e Leonidas Andrianopoulos

Em 1926, a Federação Helênica de Futebol foi fundada e organizou o Campeonato Pan-helênico na temporada 1927-1928. Este foi o primeiro campeonato nacional, onde os campeões regionais da Liga EPSA (Atenas), da Liga EPSP (Piraeus) e da Liga EPSM (Thessaloniki) competiram pelo título nacional durante os play-offs, com Aris se tornando o primeiro campeão. O Campeonato Panhellenico foi organizado desta forma até 1958-59. No entanto, na segunda temporada (1928-1929), surgiu uma disputa entre o Olympiacos e a Federação Helênica de Futebol e, como resultado, o clube não participou do campeonato, com o Panathinaikos e o AEK Atenas decidindo seguir o Olympiacos. Durante o curso dessa temporada, os três jogaram jogos amistosos entre si e formaram um grupo chamado P.O.K.
Enquanto isso, o clube continuou a dominar o Campeonato Piraeus, vencendo os títulos de 1926-27, 1928-29, 1929-30 e 1930-31 e começou a se estabelecer como a principal força no futebol grego; eles estabeleceram um recorde ao permanecer invicto contra todas as equipes gregas por três temporadas consecutivas (14 de março de 1926 a 3 de março de 1929), contando 30 vitórias e 6 empates em 36 jogos. Esses resultados desencadearam uma recepção entusiasmada da imprensa grega, que chamou Olympiacos Thrylos ("Legend") pela primeira vez na história. O quarto Campeonato Panhellenico aconteceu em 1930-31 e encontrou o Olympiacos vencendo o título da liga nacional da Grécia pela primeira vez, o que foi um marco que marcou o início de uma era muito bem sucedida na história do Olympiacos. O Olympiacos teve um grande desempenho durante a competição e ganhou o título de forma muito convincente com 11 vitórias, 2 empates e apenas um jogo perdido. Eles conseguiram marcar 7 vitórias em 7 partidas em casa, batendo Panathinaikos, AEK Athens, Aris, Iraklis e PAOK com o mesmo placar: 3-1. A única exceção foi a partida contra o Ethnikos, onde o Olympiacos marcou 4 gols e venceu com 4-1. Além dos irmãos Andrianopoulos e Kostas Klidouchakis, outros jogadores notáveis da primeira era na história do clube (1925-1931) foram Achilleas Grammatikopoulos, Lalis Lekkos, Philippos Kourantis, Nikos Panopoulos, Charalambos Pezonis e Kostas Terezakis.

### Dominação da Grécia e Segunda Guerra Mundial (1931-1945)
Em outubro de 1931, Giorgos e Yiannis Andrianopoulos, ídolos e membros fundadores do Olympiacos, se aposentaram do futebol, no entanto, novos heróis surgiram, como Giannis Vazos, Christoforos Raggos, Theologos Symeonidis, Michalis Anamateros, Spyros Depountis, Aris Chrysafopoulos, Nikos Grigoratos, Panagis Korsianos e os irmãos Giannis e Vangelis Chelmis. Assim, o clube ganhou cinco campeonatos em nove temporadas ( 1932–33, 1933–34, 1935–36, 1936–37, 1937–38 ) e em 1940, o Olympiacos já havia ganho seis campeonatos nas onze primeiras temporadas do Campeonato Pan-helênico. Especialmente Giannis Vazos, Christoforos Raggos e Theologos Symeonidis formaram um trio incrível, marcando inúmeros gols e se tornando lendários. Giannis Vazos jogou por 18 anos pelo Olympiacos (1931–1949), e conseguiu marcar 450 gols em 364 jogos (179 gols em 156 jogos oficiais) pelo clube, sendo o segundo maior artilheiro de todos os tempos do clube, ganhando também o prêmio de artilheiro do Campeonato Grego quatro vezes (1933, 1936, 1937 e 1947).
Em 28 de outubro de 1940, a Itália Fascista invadiu a Grécia, e vários jogadores do Olympiacos se juntaram ao Exército Helênico para lutar contra os invasores do Eixo.  Chistoforos Raggos foi gravemente ferido na perna esquerda em janeiro de 1941 e não pôde jogar futebol novamente. Leonidas Andrianopoulos sofreu congelamento severo na frente albanesa e quase morreu, enquanto Nikos Grigoratos foi ferido na perna durante a Batalha de Klisura.  Além disso, após a ocupação alemã da Grécia, os jogadores do Olympiacos se juntaram à Resistência Grega e lutaram contra os nazistas. O jogador Nikos Godas, uma figura emblemática do clube, foi capitão do Exército de Libertação do Povo Grego (ELAS) e lutou contra os alemães em muitas frentes. Ele foi executado vestindo a camisa e shorts do Olympiacos, como era seu último desejo: "Atire em mim e me mate com minha camisa do Olympiacos, e não me venda, quero ver as cores do meu time antes do tiro final."  Michalis Anamateros também foi um membro ativo da Resistência Grega e foi morto em 1944. O Olympiacos pagou um alto preço durante a guerra destrutiva, a ocupação do Eixo e a Guerra Civil Grega e o progresso do clube foi temporariamente suspenso.

### A Renascença e Lenda (1946 - 1960)
Após a guerra, ocorreram mudanças significativas no grupo. Jogadores importantes do passado haviam se aposentado, mas os muito bons Vazos e Helmis continuaram, enquanto também foram adcionados os importantes Andreas Mouratis, Stelios Kourouklatos e Dionysis Minardos.  Nas competições, continuou vencendo o campeonato todos os anos, até 1959, quando o último foi organizado. Porém, não teve o mesmo sucesso no primeiro campeonato pan-helênico do pós-guerra (1945-46). Retornou ao sucesso na temporada seguinte (1946–47), onde conquistou o campeonato e combinou-o com a primeira Copa da Grécia de sua história, após a vitória deslumbrante por 5–0 sobre o Herakles na final, comemorando sua primeira dobradinha.
Permaneceu campeão inabalável em 1947–48 , com Yiannis Vazos novamente como melhor jogador e vitórias sobre PAOK (2–1, 3–0) e Apollon (2–1). Na copa, apesar da vitória na primeria partida sobre o Herakles por 6–0, perdeu na segunda partida para o AEK por 1–0 e foi eliminado. Na temporada 1948–49 , perdeu o campeonato, empatado com o Panathinaikos, no saldo de gols. Embora tenha tido um resultado melhor nas partidas entre eles (2–0, 2–3), o zeramento de Aris na partida contra o Panathinaikos deu o campeonato aos “verdes”.  Devido à Guerra Civil na Grécia, em 1949–50 , nenhum campeonato foi organizado. Vale ressaltar que dois jogadores do Olympiakos, Nikos Politis e Giorgos Darivas  foram encontrados no campo de concentração de Makronisos . 
A década de 1950 foi uma década de grande sucesso, com bases sólidas dos anos anteriores, a equipe conseguiu conquistar 7 campeonatos e 7 taças. O início foi feito com a dobradinha da temporada 1950–51, pois além de ser campeão, também foi vencedor da taça ao derrotar o PAOK por 4–0 na final realizada em Leoforo.  Não lhe foi dada a oportunidade de repetir a dobradinha no ano seguinte (1951–52) , devido ao fato de a fase final do campeonato não ter sido realizada e nenhum campeão ter surgido  (na partida Panathinaikos - Fostiras , onde 2 foram empatados -2, os árbitros anularam o gol de Fostira como expulsão tardia AEK e PAO no play-off do campeão de Atenas, onde o AEK se recusou a competir). No entanto, os “vermelhos e brancos” venceram a taça (1951–52) frente ao Panionios (2–2, 2–0) , enquanto no ano seguinte (1952–53) o Olympiacos conseguiu conquistar a terceira taça consecutiva, após a vitória com uma vitória por 3 a 2 sobre o AEK na final de 1953 , mas não conseguiu chegar à dobradinha. 
Mas compensou em 1953–54, onde conquistou o décimo campeonato de sua história, três pontos acima do segundo colocado Panathinaikos e permanecendo invicto na fase final com 8 vitórias e 2 empates, enquanto também combinou com a conquista do dobrando, vencendo a quarta Copa da Grécia consecutiva após uma vitória por 2 a 0 sobre o Doxa Drama na final. Ele foi coroado campeão nos dois anos seguintes ( 1955 , 1956 , na verdade em 1956 ele foi derrotado pela primeira vez em uma partida do Campeonato Grego depois de 1949 pelo Ethnikos, o que é um recorde), mas não conseguiu  a Copa, já que foi derrotado pelo Apollon Smyrna em '55 e pelo AEK em '56. Porém, dominou absolutamente os anos seguintes no cenário grego, conquistando mais três campeonatos ( 1957 , 1958 , 1959 ) e igual número de Copas ( 1957 , 1958 , 1959 ).  Com seis campeonatos consecutivos e 4 duplas (as 3 consecutivas), a palavra "Lenda" tornou-se sinônimo da palavra Olympiacos.  Os principais membros dessa equipe do Olympiacos foram Andreas Mouratis, Giorgos Darivas, Ilias Rosidis, Thanasis Bempis, Babis Kotridis, Babis Drosos, Kostas Karapatis, Savvas Theodoridis, Ilias Yfantis, Thanasis Kinley, Stelios Psychos.

### Santos de Pelé e a Era Goulandris (1961 - 1979)
Em 4 de julho de 1961, o Olympiacos venceu por 2–1 no estádio Avenida Alexandra , em Santos. Mauro Ramos, Zito, Pepe e liderado pelo inigualável Pelé, todos campeões mundiais pelo Brasil três anos antes na Suécia. Apesar do caráter amistoso da partida, a vitória teve um significado especial para o futebol grego, que estava sem relevância e precisava de tais sucessos para se impulsionar. Durante anos, os torcedores cantavam a letra " Olympiake megale, Olympiake trane, você varreu o Santos, time do Pelé ", em qualquer estádio que o time do Olympiakos estivesse jogando. 
No período 1959–60 , foi criada a Primeira Seleção Nacional, atendendo a uma exigência da UEFA para a criação de uma liga única, para que o campeão da Grécia continuasse representado na Liga dos Campeões. O início da 1ª Divisão Nacional marcou uma viragem para o Olympiacos. Depois de seis temporadas de grande sucesso, de 1959–60 a 1964–65, ele não conseguiu vencer um campeonato, terminando em segundo ou terceiro. Teve jogadores de qualidade como Ilias Yfantis, Savvas Theodoridis, Thanasis Bempis, ao mesmo tempo que acrescentou jovens como Kostas Polychroniou, Giorgos Sideris e Kostas Papazoglou. Porém, não conseguiu protagonizar o campeonato num período que é considerado um dos mais bem-sucedidos do grande rival, Panathinaikos. Pelo contrário, na taça da Grécia, chegou à final cinco vezes, conquistando o troféu quatro vezes. As vitórias nas finais foram típicas: 3–0 sobre o Panathinaikos em 1960 (no replay), 3–0 sobre o Panionios em 1961 , 3–0 sobre o Pierikos em 1963 e 1–0 sobre o Panathinaikos em 1965 . Ele esteve na final em 62 novamente contra os verdes , mas a partida foi interrompida com um resultado de 0-0 na prorrogação, devido à escuridão.
Sagraram-se novamente campeões em 1965-66 , um sucesso que se deve principalmente ao grande treinador húngaro Marton Bukovi , que marcou o futebol grego ao aplicar métodos e táticas pioneiras para a época, resultando nos "vermelhos e brancos" criando um conjunto muito forte. Apresentando um futebol semelhante a beleza de Apolo, registraram 23 vitórias e 4 empates em 30 partidas, vencendo novamente o campeonato após 1959. O campeonato foi sensacional e foi decidido em 12 de junho de 1966, em Trikala, com o AO Trikala local. Então, 15 mil torcedores do Olympiacos chegaram à cidade por qualquer meio, algo muito difícil naquela época. A maioria passou a noite nos campos e nas ruas, e no dia seguinte o estádio ficou lotado com torcedores. O Olympiacos venceu por 5-0 onde tinha sido derrotado em 1965. Os jogadores do time eram idolatrados pelos torcedores que tomaram conta da cidade de Tessália. O Olympiacos somou 80 pontos, contra 79 do Panathinaikos. Com Bukovi na liderança técnica e Sideris, Polychroniou e Youtso como protagonistas, o Olympiacos também venceu o campeonato de 1966-67, onde, entre outras coisas, derrotou o Panathinaikos por 4-0 (Sideris marcou três gols).
Em Abril de 1967, se encontrou a Grécia sob o regime militar da Junta , que poucos meses depois (em Dezembro do mesmo ano) forçou o (e durante treze anos consecutivos) presidente do clube, George Andrianopoulos, a demitir-se, quando este recusou-se a proceder à substituição dos membros do conselho de administração do Olympiakos por pessoas do regime.  Em seguida, ele cancelou a transferência de Kouda e então retirou Bukovi da Grécia (1968). Apesar disso, durante 1968-69, o Olympiacos, embora não tenha conseguido vencer o campeonato, apareceu muito forte na taça. Ele saiu vitorioso em 1968 sobre o Panathinaikos com um placar de 1–0 com gol de Pavlos Vassiliou no estádio Leoforou, enquanto na final do ano seguinte (1968–69) enfrentou novamente o Panathinaikos e empatou em 1–1 (com um artilheiro de Giorgos Sideris ). O título acabou com Panathinaikos após reviravolta. moeda. O único troféu dos três anos 1969-72 foi a copa sobre o PAOK em 1971 com 3-1 .
Tudo mudou em 1972, quando o presidente do Olympiacos assumiu o comando do Nikos Oulandris, que ao investir grandes somas em transferências, reuniu muitas estrelas na equipe do Pireu. Jogadores de primeira classe como Nikos Youtsos, George Delikaris, Panagiotis Kelesidis, Giannis Kyrastas, Romain Argyroudis, Milton Viera, Mike Galakos, Julio Losada, Yv Triantafyllos, Thanasis Angelis, Giannis Gaitatzis, Lakis Glezos, Petros Karavitis, Michalis Kritikopoulos, Miguel Nikolaou e Vassilis Siokos. Babis Stavropoulos e Dimitris Persidis lutavam por uma vaga entre os onze. A equipe de Goulandris, comandada pelo técnico Lakis Petropoulos, conquistou um total de cinco títulos nos três anos 1972-75 ( 3 campeonatos e 2 taças ) .  No período 1973-74 os "vermelhos e brancos", com significativa superioridade no ataque, marcaram um total de 102 gols, estabelecendo um recorde.
Com a saída de Goulandris da presidência no Natal de 1974, o Olympiacos não conseguiu conquistar um título nos quatro anos seguintes, 1975-79 . Sem ter um desempenho consistente no campeonato em 1975–76 e 1977–78 , ficaram em terceiro e quarto lugar, respectivamente, mas chegaram perto do título duas vezes, em 1976–77 , onde ficaram em primeiro e empataram com o Panathinaikos até a final jornada anterior derrotada em Kastoria e no período 1978–79 , onde se recusou a participar de um play-off com AEK, por empate, em protesto à autoridade organizadora. Na taça, chegou a apenas uma final em 76, onde perdeu o troféu para o Iraklis nos pênaltis. Nos anos seguintes, não conseguiu, pois foi eliminado nas semifinais.

### Pro League e os anos difíceis (1980-1992)
Com um projeto de lei apresentado ao parlamento em 19 de janeiro de 1979, as seções de futebol dos clubes amadores profissionalizaram-se e transformaram-se em Sociedades de Futebol. Ao mesmo tempo, empresários e armadores assumiram os novos PAEs, adquirindo a maioria das ações. O Olympiacos foi adquirido por um grupo de empresários liderados por Stavros Daifa.
O Olympiacos voltou rapidamente ao topo da liga grega ao vencer quatro campeonatos consecutivos ( 1979–80 , 1980–81 , 1981–82 e 1982–83 ), dois dos quais ( 1980 e 1982 ) vieram após jogos de play-off realizada em Volos, derrotando-o 1980 contra o Aris com 2-0 (47' Kousoulakis , 54' Alstrom ) e em 1982 contra o Panathinaikos com 2-1 (6' Estavigios, 69' Anastopoulos).
Os protagonistas desse período (1980–1983) foram, entre outros: Christos Arvanitis, Martin Novoselats, Vangelis Kousoulakis, Mike Galakos, Yiannis Kyrastas, Takis Nikoloudis, Michalis Kritikopoulos, Thomas Alstrom, Stavros Papadopoulos, Petros Xanthopoulos. O polonês Kazimir Gorski foi o técnico de três dos quatro campeonatos, inicialmente substituindo Toza Veselinovic na segunda rodada do campeonato de 1979-80, saindo no final da temporada 1980-81 e retornando no meio de 1982-83 no lugar de Alketa Panagoulia, que liderou o time na conquista do campeonato 1981–82 (ele havia substituído o austríaco Helmut Senekovich no décimo segundo jogo).
Com Alketas Panagoulias no banco (ele assumiu o sexto jogo no lugar de Antonis Georgiadis ) o clube também conquistou o campeonato na temporada 1986–87 , com vários jogadores importantes dos quatro anos 1980–1983, como Arvanitis, Michos, Xanthopoulos, Togias, Lemonis, Mitropoulos, Anastopoulos, a quem Foram adicionados Alexis Alexiou , Stratos Apostolakis , George Kapouranis , Jorge Barrios , Andreas Bonovas , Vassilis Papachristou , George Semertzidis , George Vaitsis e George Costikos .
Em 1987, o empresário Giorgos Koskotas (que já havia sido membro do Panathinaikos e financiador de seus departamentos amadores  ) assumiu a propriedade, que foi sucedido por seu sócio Argyris Saliarelis (de novembro de 1988 a março de 1992), durante o qual o clube enfrentou sérios problemas (financeiros e competitivos) decorrentes do escândalo que eclodiu naquela época. 
Este foi também o pior período da história do clube, que foi descrito como os "anos de pedra", pois durante nove anos não conseguiu vencer o campeonato, embora por vezes tenha produzido um futebol impressionante com jogadores reconhecidos e altamente valorizados, como a estrela húngara Lajos Detari , Oleg Protassov , Gennady Litofchenko , Yuri Savitchev e Juan Hilberto Funes . Durante esse período, ele ganhou a Copa da Grécia duas vezes ( 1990 e 1992 ), bem como a Supercopa de 1992. Ele também conseguiu chegar às quartas de final da Copa das Copas em 1992-93 , eliminando Arsene Wenger e Klinsmann . s Mônaco , Georgaev e Turam com uma vitória por 1–0 no Principado .

## Títulos
| CONTINENTAIS | CONTINENTAIS                   | CONTINENTAIS | CONTINENTAIS |
|              | Competição                     | Títulos      | Temporadas |
| ------------ | ------------------------------ | ------------ | --- |
|              | Liga Conferência da UEFA       | 1            | 2023-24 |
| NACIONAIS    |                                |              | |
|              | Competição                     | Títulos      | Temporadas |
|              | Campeonato Grego Recordista    | 48           | 1930-31, 1932-33, 1933-34, 1935-36, 1936-37, 1937-38, 1946-47, 1947-48, 1950-51, 1953-54, 1954-55, 1955-56, 1956-57, 1957-58, 1958-59, 1965-66, 1966-67, 1972-73, 1973-74, 1974-75, 1979-80, 1980-81, 1981-82, 1982-83, 1986-87, 1996-97, 1997-98, 1998-99, 1999-00, 2000-01, 2001-02, 2002-03, 2004-05, 2005-06, 2006-07, 2007-08, 2008-09, 2010-11, 2011-12, 2012-13, 2013-14, 2014-15, 2015-16, 2016-17, 2019-20, 2020-21, 2021-22 e 2024-25 |
|              | Copa da Grécia Recordista      | 29           | 1946-47, 1950-51, 1951-52, 1952-53, 1953-54, 1956-57, 1957-58, 1958-59, 1959-60, 1960-61, 1962-63, 1964-65, 1967-68, 1970-71, 1972-73, 1974-75, 1980-81, 1989-90, 1991-92, 1998-99, 2004-05, 2005-06, 2007-08, 2008-09, 2011-12, 2012-13, 2014-15, 2019-20 e 2024-25 |
|              | Supercopa da Grécia Recordista | 4            | 1980, 1987, 1992 e 2007 |
| REGIONAIS    |                                |              | |
|              | Competição                     | Títulos      | Temporadas |
|              | Campeonato de Piraeu           | 25           | 1928, 1929, 1930, 1932, 1933, 1937, 1938, 1939, 1940, 1941, 1942, 1943, 1944, 1945, 1948, 1952, 1956, 1957, 1964, 1965, 1976, 1977, 1978, 1979 e 1980 |

### Outras conquistas
| FESTIVAIS CONTINENTAIS | FESTIVAIS CONTINENTAIS | FESTIVAIS CONTINENTAIS | FESTIVAIS CONTINENTAIS |
|                        | Competição             | Títulos                | Temporadas             |
| ---------------------- | ---------------------- | ---------------------- | ---------------------- |
|                        | Copa dos Balcãs        | 1                      | 1963                   |

### Categorias de base
| CONTINENTAIS | CONTINENTAIS      | CONTINENTAIS | CONTINENTAIS |
|              | Competição        | Títulos      | Temporadas   |
| ------------ | ----------------- | ------------ | ------------ |
|              | UEFA Youth League | 1            | 2023-24      |

## Elenco Atual
Última atualização: 31 de julho de 2025.